# Agnieszka Byrska
Agnieszka Byrska-Zaczyk (ur. 11 maja 1933) – polska aktorka teatralna i tancerka. 

## Życiorys
Urodziła się w rodzinie Tadeusza Byrskiego, reżysera teatralnego, i Ireny z Szymańskich, aktorki i reżysera teatralnego. Siostra orientalisty profesora Marii Krzysztofa Byrskiego i Katarzyny. W 1954 ukończyła szkołę baletową w Warszawie. W latach 1954–1956 tańczyła na scenie Operetki Warszawskiej, a następnie w latach 1956–1959 była aktorką Teatru im. Stefana Żeromskiego w Kielcach (oraz jego filii w Radomiu). W latach 1959–1961 prowadziła koncerty dla dzieci organizowane przez Stołeczną Estradę w Warszawie. W 1961 zdała eksternistyczny egzamin aktorski. Potem występowała kolejno w teatrach: Teatr Ziemi Łódzkiej (1962), Teatr im. Juliusza Osterwy w Gorzowie Wielkopolskim (1962–1965) i Teatr Komedia w Warszawie (1966–1982). W 1960 wystąpiła w filmie Rzeczywistość. Grała również w spektaklach Teatru Telewizji oraz słuchowiskach Teatru Polskiego Radia. W 1982 zrezygnowała z aktorstwa.
Na początku lat 80. wraz ze swoją matką aktywnie wspierała działalność Solidarności.
Od 1956 do 2023 była żoną Zdzisława Zaczyka, śpiewaka operetkowego. W 1957 urodziła się ich córka Joanna. W 2015 oboje zamieszkali w Domu Aktora w Skolimowie. 

## Spektakle Teatru Tv
- 1960: Makabryczne upominki – jako Pokojówka
- 1961: Kraszewski w Warszawie
- 1961: Zygmunt August – jako Siostra króla
- 1969: Kryptonim Maks – jako Dziewczyna
- 1969: Wicek i Wacek
- 1972: Odlot – jako Kelnerka
- 1972: Żabusia – jako Niańka
- 1973: Karykatury – jako Joasia

Źródło:.